# Janthinobacterium agaricidamnosum
Janthinobacterium agaricidamnosum es una especie de  bacteria gramnegativa del género Janthinobacterium. Fue descrita en el año 1999. Su etimología hace referencia a daño de setas. Es aerobia y móvil. Tiene un tamaño de 1-1,5 μm de ancho por 1,8-2,5 μm de largo y crece en forma individual o en parejas. Forma colonias convexas, redondas y de color beige. Temperatura de crecimiento entre 2-30 °C. Catalasa y oxidasa positivas. Es resistente a penicilina y vancomicina. Se ha aislado de setas de Agaricus bisporus enfermas, por lo que es patógeno de esta especie. 